# Tesia everetti
Tesia everetti е вид птица от семейство Cettiidae.

## Разпространение
Видът е разпространен в Индонезия.